# Lepturges perelegans
Lepturges perelegans là một loài bọ cánh cứng trong họ Cerambycidae.